# 2028 Janequeo
2028 Janequeo è un asteroide della fascia principale. Scoperto nel 1968, presenta un'orbita caratterizzata da un semiasse maggiore pari a 2,2964697 UA e da un'eccentricità di 0,1122399, inclinata di 7,94914° rispetto all'eclittica.
L'asteroide è dedicato a Janequeo, moglie di Guepotan, capo indigeno dei Mapuche.